# Paula Soto Maldonado
Paula Adriana Soto Maldonado (Benito Juárez, Ciudad de México; 1974) es una política mexicana, feminista y politóloga que se dedica a la defensa y promoción de los derechos políticos, económicos y sociales y fue presidenta de la Comisión de Igualdad de Género hasta 2021.

## Trayectoria

### Académica
Estudió  la Licenciatura en Ciencia Política y Administración Pública en la Universidad Iberoamericana. Cuenta con una certificación en Perspectiva de Género por el Instituto Tecnológico de Monterrey y un diplomado "Hacia un nuevo Liderazgo Político de las Mujeres en México" por el Instituto de Liderazgo Simone de Beauvoir.

### Política
Fue Diputada local en la IV Legislatura de la Asamblea Legislativa del Distrito Federal, por el Partido Acción Nacional donde ocupó la vicepresidencia de la Comisión de Equidad de Género.
Fue Directora de Participación Social y Política en el Instituto Nacional de las Mujeres donde impulsó la paridad de género y la creación del Observatorio de Participación Política de las Mujeres en México .
En 2018 fue candidata de Morena al Congreso de la Ciudad de México. Si bien perdió la elección en su distrito, logró una curul como una de las opciones perdedoras más votadas y/o mejor posicionadas en las listas plurinominales. De 2018 a 2021 fue presidenta de la Comisión de Igualdad de Género de la Primera Legislatura. 
En 2021 pidió licencia para buscar el Gobierno de la Alcaldía Benito Juárez, de donde es originaria. Sus propuestas principales, en línea con las de Morena, giraron en torno a erradicar la corrupción y tener cooperación con el gobierno de la CDMX. Sin embargo, perdió la elección frente a Santiago Taboada del PAN quien fue reelegido alcalde para un segundo periodo.
Actualmente trabaja en la Secretaría de las Mujeres de la Ciudad de México.